# Meg Ryan
Meg Ryan (tên khai sinh Margaret Mary Emily Anne Hyra; sinh ngày 19 tháng 11 năm 1961) là một nữ diễn viên người Mỹ. Cô bắt đầu sự nghiệp diễn xuất của mình vào năm 1981 với vai diễn đầu tay trong bộ phim chính kịch Rich and Famous. Sau đó, cô tham gia dàn diễn viên của vở kịch xà phòng As the World Turns của CBS vào năm 1982. Sau đó, cô bắt đầu xuất hiện với các vai phụ trong các bộ phim điện ảnh vào giữa những năm 1980 như bom tấn phòng vé Top Gun, được khán giả ghi nhận trong các bộ phim độc lập như Promised Land (1987) trước khi tham gia tác phẩm hài lãng mạn When Harry Met Sally... (1989) do Rob Reiner làm đạo diễn, phim đã làm cho cô được nhiều khán giả chú ý và đem về cho cô đề cử Quả cầu vàng đầu tiên.
Sau đó Ryan thành danh ở cả thị trường nội địa lẫn quốc tế và là một trong những nữ diễn viên thành công nhất trong thập niên 1990 và đầu những năm 2000, đặc biệt là trong các bộ phim hài lãng mạn như When Harry Met Sally (1989), Joe Versus the Volcano (1990), Sleepless in Seattle (1993), French Kiss (1995), You've Got Mail (1998) và Kate & Leopold (2001). Các bộ phim khác của cô bao gồm The Doors (1991), Anastasia (1997), When a Man Loves a Woman (1994), Courage Under Fire (1996), Addicted to Love (1997), City of Angels (1998), Proof of Life (2000) và The Women (2008). Năm 2015, cô làm đạo diễn đầu tay với Ithaca, tác phẩm mà cô cũng đóng vai chính.
Một số nhà phê bình điện ảnh và phương tiện truyền thông cho rằng Ryan là một trong những diễn viên xuất sắc nhất chưa nhận được đề cử giải Oscar.

## Thân thế
Ryan sinh ra và lớn lên ở Fairfield, Connecticut, là con gái của Susan Jordan (nhũ danh Duggan), một cựu diễn viên kiêm giáo viên tiếng Anh và Harry Hyra, một giáo viên dạy toán. Cha cô là người gốc Ba Lan. Cô lớn lên theo đạo Công giáo và theo học Trường tiểu học St. Pius X ở Fairfield. Cô có hai chị gái (Dana và Annie) và một người anh trai, nhạc sĩ Andrew Hyra (thành viên của ban nhạc Billy Pilgrim). Cha mẹ cô ly hôn năm 1976 lúc cô mới 15 tuổi.
Ryan tốt nghiệp Trường trung học Bethel vào năm 1979. Cô theo học ngành báo chí ở đại học, đầu tiên là tại Đại học Connecticut và sau đấy là Đại học New York. Trong thời gian học đại học, cô đã tham gia đóng quảng cáo trên truyền hình và vở soap opera As the World Turns để kiếm thêm thu nhập. Thành công trong nghiệp diễn viên đã khiến cô rời đại học một học kỳ trước khi dự định tốt nghiệp. Khi gia nhập Nghiệp đoàn Diễn viên Màn ảnh, cô sử dụng họ "Ryan", tên thời con gái của bà mình.

## Sự nghiệp

### Những tác phẩm đầu tiên
Sau vai điện ảnh đầu tay trong Rich and Famous của George Cukor, Ryan thủ vai Betsy Stewart trong bộ phim truyền hình chiếu ban ngày As the World Turns từ năm 1982 đến năm 1984, và nhân vật của cô xuất hiện trong một tiểu phần lãng mạn nổi tiếng. Cô còn xuất hiện trong một số quảng cáo truyền hình vào đầu thập niên 1980 cho Burger King và kem đánh răng Aim, cùng nhiều quảng cáo khác. Tiếp theo là một số vai diễn truyền hình và điện ảnh nhỏ hơn, bao gồm cả lần xuất hiện trong Charles in Charge, Armed and Dangerous, Amityville 3-D và Promised Land; với vai diễn trong phim Promised Land, nữ diễn viên đã nhận được đề cử giải Tinh thần Độc lập đầu tiên của mình.
Năm 1986, cô diễn vai Carole Bradshaw, vợ của sĩ quan hàng không hải quân Nick "Goose" Bradshaw (do Anthony Edwards thủ vai) và mẹ của Bradley Bradshaw (do Aaron và Adam Weis thủ vai) trong phim Top Gun. Các cảnh có mặt họ đã được tái chiếu trong phần tiếp theo Top Gun: Maverick vào năm dưới dạng hồi tưởng của nhân vật chính Pete "Maverick" Mitchell, để minh họa cho những xung đột tình cảm liên quan đến nhân vật Bradley "Rooster" Bradshaw trưởng thành (hiện do Miles Teller thủ vai).
Ryan xuất hiện trong bộ phim Innerspace (1987) cùng với chồng tương lai là Dennis Quaid, và sau đó là bản phim làm lại của D.O.A. (1988) và Flesh and Bone (1993). Cũng trong năm 1988, cô diễn cùng với Sean Connery và Mark Harmon trong The Presidio.

### 1989–1999: Bước đột phá trong sự nghiệp
Vai chính đầu tiên của cô là trong bộ phim hài lãng mạn When Harry Met Sally... (1989), tác phẩm mà cô đóng cặp với nam diễn viên hài Billy Crystal và mang về cho cô đề cử Quả cầu vàng. Vai diễn Sally Albright của cô bao gồm một cảnh ấn tượng ở buổi ăn trưa với Crystal tại nhà hàng Katz's Delicatessen ở Manhattan, trong đó nhân vật của cô diễn cho anh ấy thấy phụ nữ giả vờ đạt cực khoái dễ dàng như thế nào.
Kế tiếp Ryan đóng vai chính trong The Doors (bộ phim đạt được thành công ở mức trung bình) và Prelude to a Kiss (phim thất bại ở phòng vé). Năm 1993 là năm bộ phim hài lãng mạn Sleepless in Seattle ra rạp cực kỳ thành công, Ryan đóng cặp lần thứ hai với Tom Hanks. Trước đây họ từng được đóng cặp đôi tình nhân chính trong phim Joe Versus the Volcano —một bộ phim gây thất vọng về mặt thương mại song sau này đã trở thành một bộ phim được nhiều người hâm mộ. Hanks và Ryan đóng cặp lần thứ ba trong phim You've Got Mail. Cô được mời diễn vai nhân vật chính Clarice Starling trong The Silence of the Lambs (1991), song đã từ chối do đề tài bạo lực và ghê tởm của phim.
Năm 1994, Ryan nhận một vai khác với kiểu nhân vật cô gái ngây thơ làm nên tên tuổi của cô trong dòng phim hài lãng mạn. Trong When a Man Loves a Woman (1994) của Luis Mandoki, một bộ phim chính kịch xã hội và lãng mạn với sự tham gia diễn xuất của Andy Garcia, cô đóng vai giáo viên cố vấn nghiện rượu ở trường trung học. Bộ phim và màn thể hiện của cô đều được các nhà phê bình đón nhận tốt. Một nhà phê bình gọi bộ phim là "tác phẩm hạng nhất, nổi bật bởi màn thể hiện xuất sắc và kịch bản hấp dẫn", một nhà phê bình khác ca ngợi Ryan về "vai diễn đầy thăng trầm" của cô. Bộ phim gặt hái thành công đáng chú ý ở phòng vé nội địa, thu về 50 triệu USD chỉ riêng ở Hoa Kỳ, và mang về cho nữ diễn viên đề cử giải thưởng Nghiệp đoàn Diễn viên Màn ảnh đầu tiên. Cùng năm đó, Ryan trở lại với mẫu vai quen thuộc, đóng cùng với Tim Robbins trong bộ phim hài lãng mạn IQ của Fred Schepisi. Bộ phim xoay quanh câu chuyện của một thợ cơ khí và một ứng viên tiến sĩ Princeton, hai người yêu nhau với sự giúp đỡ của người chú Albert Einstein (diễn bởi Walter Matthau). Sau đó Ryan giành được giải thưởng Phụ nữ Hasty Pudding của năm còn tạp chí People tôn vinh cô là một trong "50 người đẹp nhất thế giới".
Năm 1995, nhà phê bình Richard Corliss ví cô là "linh hồn hiện tại của dòng phim hài lãng mạn". Cùng năm đó, cô ấy xuất hiện cùng với Kevin Kline trong French Kiss của Lawrence Kasdan, một bộ phim hài lãng mạn tôn lên hình ảnh "Tình nhân nước Mỹ" của cô ấy, và Ryan đã được trao giải thưởng Crystal Women in Film (giải thưởng  được trao cho "những người phụ nữ xuất chúng, mà nhờ sự nhẫn nại và xuất sắc trong công việc của họ, đã giúp mở rộng vai trò của phụ nữ trong ngành giải trí".)
Năm 1996, Ryan đóng vai chính trong bộ phim Courage Under Fire cùng với Denzel Washington và Matt Damon. Một năm sau, cô lồng tiếng cho vai chính trong bộ phim hoạt hình Anastasia, tác phẩm nhận được nhiều đánh giá tốt và thành công về doanh thu phòng vé. Cô cũng diễn cặp với Matthew Broderick trong Addicted to Love, cô thủ vai nữ chính ít nhất có chút khác biệt với lối diễn thông thường của mình: một  cô gái bị người tình phụ bạc có ý định trả thù.
Năm 1998, cô đóng trong hai bộ phim. City of Angels đã nhận về những đánh giá tích cực và thành công về doanh thu, lấy gần 200 triệu USD trên toàn thế giới. You've Got Mail một lần nữa ghép đôi Ryan với Hanks trên màn ảnh, mang về cho cô ấy đề cử Quả cầu vàng thứ ba và kiếm được hơn 250 triệu USD trên toàn thế giới. Cô cũng xuất hiện trong phim Hurlyburly vào năm 1998 với Sean Penn.

### 2000–2006: Tiếp tục diễn xuất
Bộ phim đầu tiên của Ryan trong thập niên 2000 là Hanging Up, một bộ phim hài-chính kịch đề tài gia đình do Diane Keaton làm đạo diễn kể về bộ ba chị em gắn bó với nhau trước cái chết cận kề của người cha khó tính. Cùng với sự tham gia diễn xuất của Keaton, Lisa Kudrow và Walter Matthau, bộ phim được chuyển thể từ tiểu thuyết năm 1995 của Delia Ephron nhận được các đánh giá không tốt từ giới phê bình.
Cùng năm ấy, Ryan được tuyển vào diễn trong bộ phim giật gân hành động Proof of Life cùng Russell Crowe, do Taylor Hackford làm đạo diễn. Trong phim, cô thủ vai người vợ quẫn trí của một kỹ sư bị bắt cóc (do David Morse thủ vai), cô phụ thuộc vào một chuyên gia dàn xếp giỏi xoay sở chuyên đối phó với bọn cướp quốc tế. Trong khi bộ phim thành công về mặt thương mại và bị cánh phê bình thờ ơ cùng doanh thu 63 triệu USD trên toàn thế giới, phim đã thu hút được nhiều phóng sự trên báo lá cải liên quan đến mối tình của Ryan và Crowe. Stephen Holden (nhà phê bình phim của The New York Times) không nghĩ rằng bộ phim đủ hay và cho rằng các diễn viên không ưng ý với nhau.

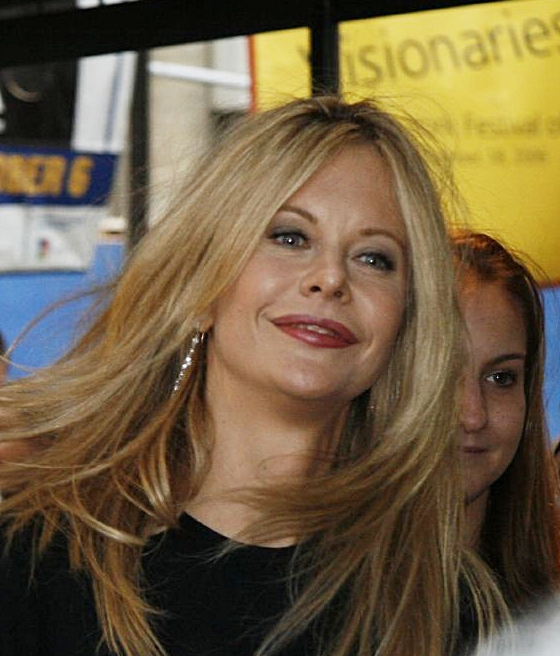
Ryan vào tháng 9 năm 2006

Một năm sau, cô một lần nữa trở lại với dòng phim hài lãng mạn của mình với Kate & Leopold (2001), diễn cùng với Hugh Jackman. Là một bộ phim kể về một Công tước người Anh du hành thời gian từ New York năm 1876 đến hiện tại và đem lòng yêu một nhà nghiên cứu thị trường thành đạt ở New York hiện đại, bộ phim do James Mangold làm đạo diễn đã nhận được những phản hồi trái chiều đến tích cực, Lael Loewenstein của Variety đã tóm gọn phim là "một câu chuyện hấp dẫn và giải trí". Với tổng cộng 70 triệu USD, đây là bộ phim có doanh thu cao nhất trong thập kỷ của Ryan.
Năm 2003, Ryan đột phá khỏi những vai diễn quen thuộc, cô đóng cùng Mark Ruffalo và Jennifer Jason Leigh trong bộ phim giật gân khiêu dâm In the Cut của Jane Campion. Nhà đồng sản xuất Nicole Kidman ban đầu được chọn đóng vai chính, nhưng cuối cùng nữ diễn viên bỏ vai sau 5 năm phát triển, rồi nhường lại vai diễn này cho Ryan, cô lần đầu tiên trong sự nghiệp xuất hiện khỏa thân trong một cảnh yêu đương dài và khá phản cảm. Mặc dù màn hóa thân mâu thuẫn với hình ảnh gây dựng tên tuổi Ryan và bộ phim thu hút sự chú ý của giới truyền thông, song đã thất bại trước cánh phê bình và chỉ thu về 23 triệu USD tại rạp.

### 2007–2009: Dòng phim độc lập
Sau ba năm tạm nghỉ, Ryan trở lại diễn xuất với bộ phim độc lập In the Land of Women năm 2007 của Jon Kasdan. Với các bạn diễn Kristen Stewart và Olympia Dukakis, cô đóng vai Sarah Hardwicke, một người mẹ và người vợ đang đối mặt với căn bệnh ung thư vú, người có mối quan hệ với đứa cháu trai nhỏ hơn nhiều tuổi của người hàng xóm do Adam Brody thủ vai. Ra rạp với nhiều ý kiến trái chiều của các nhà phê bình, bộ phim đã thu về 17,5 triệu USD trên toàn thế giới, vượt qua kinh phí 10 triệu USD. Ryan nhận được phản hồi tích cực cho màn hóa thân của mình, Kenneth Turan của Los Angeles Times ghi nhận đây là "tác phẩm hay nhất mà [cô ấy] từng diễn".
Bộ phim đầu tiên của Ryan trong năm 2008 là The Deal, một bộ phim hài châm biếm dựa trên tiểu thuyết cùng tên năm 1991 của Peter Lefcourt về Hollywood. Do Steven Schachter làm đạo diễn và có sự tham gia diễn xuất của William H. Macy, bộ phim được ghi hình ở Cape Town và các địa điểm khác của Nam Phi, được tổ chức lễ ra mắt toàn thế giới tại Liên hoan phim Sundance 2008. Với việc thu hút những đánh giá nhìn chung là trái chiều đến tiêu cực, phim không được hãng phim hứng thú, dẫn đến việc phát hành thẳng lên đĩa DVD vào tháng 1 năm 2009. Trong bài đánh giá cho Variety, Peter Debruge nói, "Các nhân vật đã giành hết nhiệm vụ cười, trong khi khán giả nói chung chẳng có gì để bám víu ngoài màn tán tỉnh gợi tình giữa hai cặp đôi chính ghép lệch William H. Macy và Meg Ryan—thứ không phải là chất liệu lý tưởng để thành công."  Ryan cũng đóng vai chính trong My Mom's New Boyfriend của George Gallo, được ghi hình vào năm 2006 nhưng phát thẳng lên đĩa DVD vào năm 2008. Với sự tham gia của Colin Hanks, Selma Blair và Antonio Banderas, bộ phim hài hành động đã vấp phải nhiều đánh giá tiêu cực, David Nusair của Reel Film cho rằng đây là "một thảm họa toàn tập thấy rõ ngay từ những khung hình mở đầu".

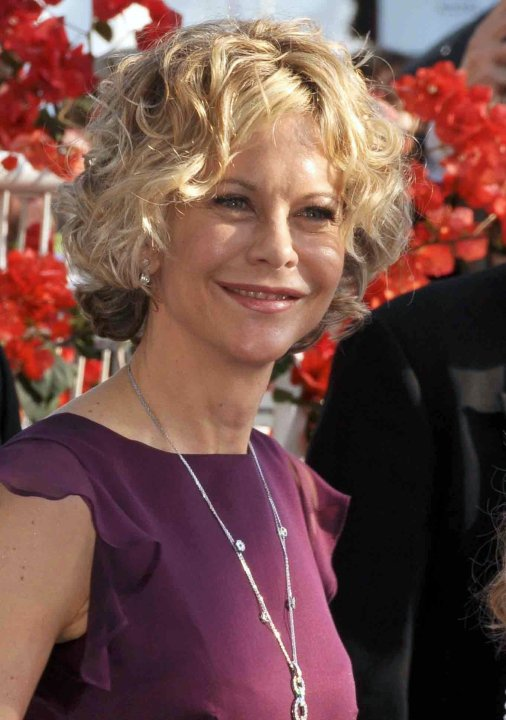
Ryan tại Liên hoan phim Cannes 2010

Bộ phim cuối cùng của Ryan trong năm 2008 là The Women, bản làm lại bộ phim sản xuất năm 1939. Dàn diễn viên toàn nữ bao gồm Annette Bening, Debra Messing và Jada Pinkett Smith. Do Diane English viết kịch bản, sản xuất kiêm đạo diễn, bộ phim xoay quanh một nhóm bốn cô gái tại phố Manhattan có mối quan tâm chính là những câu chuyện phiếm vô thưởng vô phạt, Ryan đóng vai một phụ nữ giàu có bị chồng lừa dối để cặp kè với một cô gái bán hàng do Eva Mendes thủ vai. Ryan là nữ diễn viên đầu tiên tham gia quá trình sản xuất vốn bị trì hoãn dài, rồi tìm nguồn đầu tư từ đầu thập niên 1990, dẫn đến việc sản xuất độc lập với kinh phí 18 triệu USD. Sau khi ra rạp, The Women nhận được phản hồi thậm tệ từ giới phê bình, Richard Schickel của Time gọi đây là "một trong những bộ phim dở nhất mà tôi từng xem". Tuy nhiên, bộ phim đã thành công về mặt tài chính, trở thành bộ phim thành công nhất của Ryan kể từ Kate & Leopold năm 2001 với tổng doanh thu toàn cầu là 50 triệu USD.
Năm 2009, Ryan đóng chính cùng với Kristen Bell và Justin Long trong bộ phim hài độc lập Serious Moonlight. Trong bộ phim do nữ diễn viên Cheryl Hines làm đạo diễn và dựa trên kịch bản của cố nhà văn Adrienne Shelly (người bị sát hại một năm trước khi ghi hình), Ryan thủ vai một nữ luật sư quyền lực biết rằng chồng mình (do Timothy Hutton thủ vai) sắp rời bỏ cuộc hôn nhân rắc rối của họ, và quyết định giam cầm anh ta bằng cách quấn băng keo anh vào nhà vệ sinh. Với Magnolia Pictures làm đơn vị phân phối, bộ phim chỉ được phát hành hạn chế trên khắp Bắc Mỹ và thu về chưa đến 150.000 USD trên toàn thế giới. Phản ứng của giới phê bình đối với bộ phim nhìn chung là từ trái chiều đến tiêu cực, mặc dù Ryan được khen ngợi vì màn thể hiện "tuyệt vời" của cô ấy. Cũng trong năm 2009, Ryan đóng vai khách mời trong mùa thứ 7 của bộ phim truyền hình Curb Your Enthusiasm.

### 2010–nay: Đạo diễn
Rya tham gia vào nhiều dự án vào đầu thập niên 2010—bao gồm cả bộ phim truyền hình Lives of The Saints cùng với với Kat Dennings, Kevin Zegers và John Lithgow, và Long Time Gone, một bộ phim chuyển thể từ tiểu thuyết Angel Angel của April Stevens, —tất cả đều không dựng được thành phim. Vào tháng 4 năm 2011, có thông báo rằng Ryan sẽ làm đạo diễn bộ phim truyện đầu tay của cô trong Into the Beautiful, được mô tả là "một Big Chill đương đại với những người bạn lâu năm tái liên hệ", nhưng phim chẳng bao giờ được sản xuất.
Vào tháng 10 năm 2012, Ryan có mặt trong bộ phim tài liệu Half the Sky: Turning Oppression into Opportunity for Women Worldwide của PBS. Loạt phim giới thiệu những phụ nữ và trẻ em gái sống trong những hoàn cảnh khó khăn và đấu tranh để thử thách họ. Cùng tháng đó, bản ghi âm cuốn sách nói của Ryan về tiểu thuyết The Human Comedy của William Saroyan đã được phát hành. Vào tháng 10 năm 2013, có thông tin cho rằng Ryan sẽ trở lại truyền hình để sản xuất và đóng chính trong một bộ phim hài mới cho NBC xoay quanh một cựu biên tập viên nổi tiếng của New York, song bộ phim này lại không được phê duyệt sản xuất.
Sau bốn năm tạm nghỉ nữa, Ryan tái hợp tác với Lisa Kudrow trong loạt phim hài ứng tác Web Therapy của mình, bộ phim mà cô đã ghi hình 5 tập vào năm 2013. Một năm sau, cô lồng tiếng cho nhân vật tương lai của Greta Gerwig trong tập thí điểm của How I Met Your Dad, một biến thể nữ chính của bộ sitcom How I Met Your Mother của CBS, nhưng bị lược bỏ. Sau đó CBS đã hủy dự án.
Phim truyện điện ảnh tiếp theo của Ryan là bộ phim Fan Girl của ABC Family, một bộ phim hài độc lập kể về một cô gái 15 tuổi (do Kiernan Shipka thủ vai) với niềm đam mê làm phim, đã bắt đầu làm một bộ phim về ban nhạc yêu thích của mình là All Time Low. Phim ra mắt tại Liên hoan phim Los Angeles vào tháng 6 năm 2015.
Cũng trong năm 2015, Ryan làm đạo diễn đầu tay với Ithaca, một bộ phim chính kịch dựa trên tiểu thuyết The Human Comedy năm 1943 của William Saroyan. Được ghi hình ở Petersburg, Virginia, phim có sự tham gia diễn của Ryan và có buổi trình chiếu ra mắt thế giới tại Liên hoan phim Middleburg vào tháng 10.

## Hình ảnh công chúng
Meg Ryan được nhiều phương tiện truyền thông tặng cho danh xưng "Tình nhân của nước Mỹ" (America's Sweetheart). Tên cô cũng được đặt cho tên một tiểu hành tinh.

## Đời tư
Ryan kết hôn với nam diễn viên Dennis Quaid vào ngày 14 tháng 2 năm 1991. Họ có với nhau một đứa con, Jack Quaid (sinh ngày 24 tháng 4 năm 1992). Cô và Quaid tuyên bố ly thân vào tháng 6 năm 2000, và vụ ly hôn của họ được hoàn tất vào tháng 7 năm 2001.
Năm 2000, Ryan có quan hệ tình cảm với nam diễn viên Russell Crowe khi thực hiện bộ phim Proof of Life.
Vào tháng 1 năm 2006, Ryan nhận nuôi một bé gái 14 tháng tuổi đến từ Trung Quốc mà cô đặt tên là Daisy True. Từ năm 2010 đến năm 2014, Ryan có quan hệ tình cảm với ca sĩ kiêm sáng tác nhạc người Mỹ John Mellencamp. Họ tái hợp vào năm 2017, và Ryan thông báo đính hôn vào ngày 8 tháng 11 năm 2018. Tháng 10 năm 2019, có thông tin cho rằng Ryan đã hủy hôn ước của họ.

## Chính trị
Ryan là người ủng hộ Đảng Dân chủ, đặc biệt là các chương trình và sáng kiến bảo vệ môi trường của đảng này. Năm 2003, cô ủng hộ chiến dịch tranh cử tổng thống Mỹ của Wesley Clark. Cô còn ủng hộ John Kerry trong cuộc bầu cử tổng thống năm 2004.

## Giải thưởng và đề cử
Ryan đã nhận được nhiều giải thưởng và đề cử trong suốt sự nghiệp của mình, bao gồm ba đề cử giải Quả cầu vàng cho Nữ diễn viên chính xuất sắc nhất trong phim điện ảnh - hài hoặc ca nhạc cho diễn xuất trong các bộ phim hài lãng mạn như When Harry Met Sally... (1989), Sleepless in Seattle (1993) và You've Got Mail (1998).